# ヌードルハラスメント
ヌードルハラスメント（和製英語: noodle harassment）とは、日本人に多く見られる「麺類を食べるときに、麺をすすってズルズルと音を立てる」食べ方が、猫舌の人と外国人に不快感を与えるとして慎むべきであるとする主張を示す。ただし後述の様にこのようなハラスメントは存在しないという意見もある。和製英語。「ヌーハラ」と略される。

## 概要
日本では、奈良時代から明治時代までの間はスプーンなどが普及せず、食器を持ち汁物や麺類をすする際の音について咎めない風潮がある。「麺を食べる際に音を立ててすする」ことが許されるのは日本特有の文化であるとされる。
一方で、食事中に加熱したばかりの食べ物を平気で食べる行為は「テーブルマナー違反」とする文化も日本国外にはあり、日本を訪れる外国人や猫舌の人の殆どからは「麺をすするときの音が不快」「加熱したばかりの食べ物を冷まさずに食べるのは下品」という不満があるとされ、日本人の麺の食べ方は、猫舌の人と外国人に対する侮蔑に当たるというのが「ヌーハラ」肯定派の主張である。
元々は、2016年10月にTwitter利用者「戦争法廃止の国民連合政府応援隊」が『今まで製麺業界の圧力で隠匿されてきたヌーハラを暴きます』（詳細は後述）と自身のTwitterで発言した 造語だが、ネット上で話題となったことを受けて、『Get Navi』（学研）のウェブ版、毎日新聞、フジテレビの『ユアタイム』や『とくダネ!』 といった一般メディアでも紹介された。
これに対しては、デヴィ・スカルノのような猫舌の著名人からは「麺をすするのは教養のない田舎っぺ」として支持する意見もあるものの、「麺をすするのは日本の文化であり日本人の勝手」、「食べ物の好き嫌いを正当化している」などとして反発する意見も多い。中には「そもそも存在しないハラスメントをメディアが煽り立てている」としてメディア・リテラシーの問題の一つとして取り上げる例も見られる。前述した『とくダネ!』では小倉智昭が「日本の食文化に対して外国人にとやかく言われる筋合いはない」「おもてなしでどんどん音を立てよう」と語気を強める場面も見られた。
また「郷に入れば郷に従え」の格言にもあるように、日本国内では麺をすする行為は許されるべきとしながらも、日本国外では現地のマナーに合わせるべきであるとする意見 や、「すすって食べるのが許されるのは蕎麦やうどんなど和食由来の麺類だけ」「麺類（ラーメン、うどん、蕎麦）はかろうじて容認できるが、麺類ではない若干汁っけのある豆腐や納豆や味噌汁やスープ類は完全NG」「洋食由来であるパスタをすすって食べるような行為は（日本国内でも）避けるべき」という意見などもあり、「ヌーハラ」を肯定する側でもどこまでが「ヌーハラ」に当たるかは人によって見解が異なり、定義は定まっていない。

## 背景
元々日本人が麺をすすって食べるようになった背景としては「空気を取り込むことで、麺やつゆの香りがより一層引き立つ」、「空気を取り込むことで猫舌を克服した」などの由来があるとされている（そのためワインのテイスティングとの類似性が指摘されることもある）。古くは戦国時代にはそのような文化が定着していたという。
ここまで「ヌーハラ」が話題となった背景には「日本人の中にも猫舌の人はおり、『麺をすする』という行為に批判的な意見も一定数存在する」こともあると言われ、「落語の『時そば』の中で蕎麦をすする様子がラジオで広まったことで、『麺類はすすって食べるもの』という誤解が生まれた」という意見も出されている。料理ライターの松浦達也は「猫舌を克服した反面、麺に限らず飲食物を啜るときに必要以上に音を立てる人間が増えた」「逆に日本人の麺のすすり方が下手になった」ことが、話題が拡大した背景にあるとする。